# Penisa quadricostaria
Penisa quadricostaria är en fjärilsart som beskrevs av Walker 1861. Penisa quadricostaria ingår i släktet Penisa och familjen nattflyn. Inga underarter finns listade i Catalogue of Life.